# 莉比·特里克特

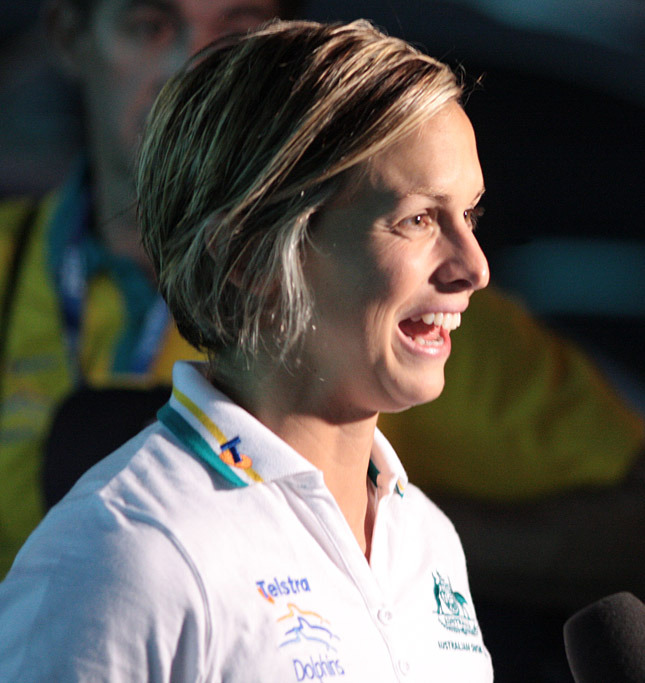
2009年

莉斯贝丝·“莉比”·特里克特（英語：Lisbeth "Libby" Trickett，1985年1月28日—），生於昆士兰州汤斯维尔，娘家姓为伦顿（Lenton），2007年结婚后改为夫姓。澳大利亚女子游泳运动员。
莉比是前游泳世界纪录和奥运金牌得主，在2004年雅典奥运会和2008年北京奥运会中都夺得了金牌。